# Darrell Ceciliani
Darrell Ceciliani (né le 22 juin 1990 à Madras, Oregon, États-Unis) est un voltigeur des Blue Jays de Toronto de la Ligue majeure de baseball.

## Carrière
Darrell Ceciliani est repêché au 4e tour de sélection par les Mets de New York en 2009. Ceciliani évolue comme voltigeur de centre dans les ligues mineures, un poste occupé chez les Mets par Juan Lagares, l'un des meilleurs joueurs défensifs du baseball majeur.
Il fait ses débuts dans le baseball majeur avec les Mets le 19 mai 2015 face aux Cardinals de Saint-Louis et, amené comme frappeur suppléant avant de remplacer Lagares au champ centre, réussit aux dépens du lanceur Michael Wacha son premier coup sûr au plus haut niveau. En 39 matchs joués pour les Mets en 2015, il frappe 14 coups sûrs, dont un circuit, pour une moyenne au bâton de ,206 et réussit 5 vols de buts. Son premier circuit dans les majeures est cogné le 14 juin 2015 face au lanceur Mike Foltynewicz des Braves d'Atlanta.
Le 2 février 2016, les Mets l'échangent aux Blue Jays de Toronto contre un joueur à être nommé plus tard.